# Phaea laurieae
Phaea laurieae är en skalbaggsart som beskrevs av Chemsak 2000. Phaea laurieae ingår i släktet Phaea och familjen långhorningar. Inga underarter finns listade i Catalogue of Life.